# Cementerio de San Rafael (Córdoba)

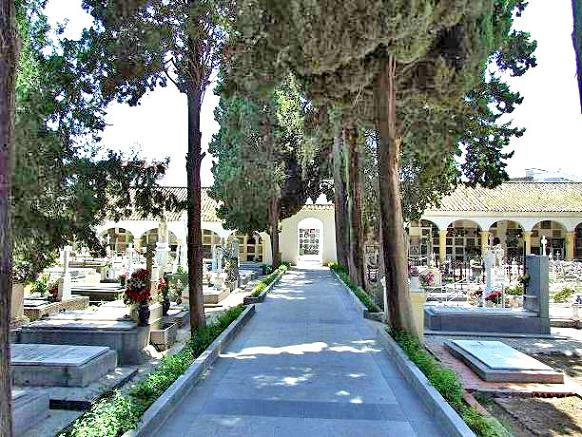
Vista de unas de las calles del cementerio.

El cementerio de San Rafael es una necrópolis ubicada en la ciudad de Córdoba, España. Construida en 1835 en el barrio de Fuensanta, en el Distrito Sureste, se dirigió a dar servicio especialmente a los barrios de la Axerquía: Magdalena, Santiago, San Pedro, Santos Nicolás y Eulogia de la Axerquía, San Andrés, San Lorenzo y Santa Marina.

## Historia
La construcción de este cementerio comenzó en 1833 en los terrenos de las hazas de la Gitana y la Pineda, ya que el Gobierno dio permiso al intendente Miguel Boltri para su creación, quien ve insuficiente el espacio del cementerio de Nuestra Señora de la Salud, el único existente hasta entonces en la ciudad. El proyecto se llevó a cabo principalmente por los fondos aportados por Tesorería y 20.000 reales de la Iglesia católica. Las obras concluyeron en 1835, siendo bendecido el terreno por el obispo Juan José Bonel y Orbe e inhumándose el primer cadáver el 16 de junio de ese año.
A lo largo de 1849 se realizaron algunas mejoras, como la construcción de una capilla, que se anexionó a la ya existente ermita de San Sebastián, utilizando algunos elementos arquitectónicos de otros templos, como puertas y columnas del desaparecido convento de la iglesia de San Pablo, hoy ocupado por los Jardines de Orive. Además, también provienen de la iglesia de San Sebastián tres esculturas, doce pinturas del martirio de los Apóstoles y la campana; mientras que el altar provenía del también desaparecido convento de la Encarnación Agustina, y el púlpito de la iglesia de San Juan de Dios. El San Rafael ubicado en la puerta provendría de un triunfo que hubo delante del convento de la Arruzafa. En el centro del cementerio se colocó un pedestal con la alegoría de la Fe y la galería de arcos que rodea el cementerio primitivo se construyó en 1861 y antiguamente se podían observar en ella inscripciones de algunas de las Coplas por la muerte de su padre de Jorge Manrique. También se inhumaron en este cementerio, en bovedillas proporcionadas por el Ayuntamiento, jefes y oficiales fallecidos durante la batalla de Alcolea de 1868.
Una de las últimas intervenciones realizadas fue la creación de un Muro de la Memoria, inaugurado el 18 de marzo de 2011, al igual que el ubicado en el cementerio de la Salud, en el que se recuerda a las víctimas de la Guerra civil española y está considerado Lugar de la memoria de la represión franquista.

## Personalidades
Entre algunos de los cordobeses destacados enterrados en este cementerio se encuentran:
- el pintor Julio Romero de Torres;
- el hermano del mismo y también pintor Rafael Romero de Torres;
- el padre de ambos, el arquitecto y pintor Rafael Romero Barros;
- el periodista y dramaturgo Teodomiro Ramírez de Arellano;
- el poeta e historiador Enrique Redel y Aguilar;
- Manuel Calero "Calerito".